# Livyatan melvillei
A Livyatan melvillei az emlősök (Mammalia) osztályának párosujjú patások (Artiodactyla) rendjébe, ezen belül a Physeteroidea öregcsaládjába tartozó fosszilis faj. Az állatnak a pontos családja, még nincs meghatározva; továbbá nemének eddig az egyetlen felfedezett képviselője.

## Neve
Az állat maradványainak felfedezői kezdetben Leviathan melvillei névre keresztelték. A Leviathan a Bibliából ismert mitikus tengeri szörnyetegre, a leviatánra utal, míg a fajnév, melvillei Herman Melvillere, a „Moby Dick” című regény írójára. A Leviathan elnevezést azonban már 1841 óta Koch masztodonféléje viselte, így a tengeri állat végül 2010 augusztusában a Livyatan nevet kapta, a leviatán eredeti héber alakja után.

## Előfordulása
A Livyatan melvillei a miocén kor végefelé, az úgynevezett tortonai korszak idején élt, körülbelül 12-13 millió évvel ezelőtt. 2008 novemberében, a perui sivatagban levő Ica várostól 35 kilométerre dél-délnyugatra, Cerro Coloradónál fedezték fel ezt az őscetet. A cet maradványai az úgynevezett Pisco Formációba voltak beágyazódva. A maradvány egy részleges koponyából, néhány fogból és egy állkapocscsontból (mandibula) állt. A maradványt Klaas Post, a Rotterdami Természettudományi Múzeum (Natuurhistorisch Museum Rotterdam) dolgozója fedezte fel. Post, ekkortájt egy nemzetközi paleontológuscsoportnak volt a tagja. A maradványt elküldte Limába, ahol kormeghatározást és tartósítást végeztek rajta, utána kiállították az ottani természettudományi múzeumban.
Ausztráliában is felfedeztek hasonló maradványokat, azonban még nem lehet tudni, hogy ehhez a fajhoz tartozik-e. Ha a Livyatan melvillei része, akkor ennek az őscetnek az időbeli elterjedése, átnyúlna a pliocén korba, az úgynevezett zanclai korszakba, mely körülbelül 5,3 millió éve kezdődött.

## Megjelenése

A Livyatan, a nagy ámbráscet és az ember méretének összehasonlítása

A Livyatan melvillei a 13,5–17,5 méteres hosszával körülbelül akkora lehetett, mint egy átlagos mai nagy ámbráscet (Physeter macrocephalus) bika. A nagy ámbráscet alapján 13,5 méterre, a Zygophyseter alapján pedig 16,2–17,5 méterre becsülték a hosszát. A koponyája 3 méteres lehetett. A 17,5 méteres becslés alapján 57 tonnára becsülték a tömegét. A nagy ámbráscettől eltérően, melynek csak az állkapocscsontján vannak, a fosszilis faj esetében a felső állcsonton (maxilla) is ültek fogak. Az őscet állkapcsa robusztusabb volt, továbbá a fossa temporalissza – egy mélyedés a koponya két oldalán – jóval nagyobb volt, mint a mai állaténál. Ez a cet, a valaha létezett egyik legnagyobb, ragadozó életmódot folytató állat. A legnagyobb fog eléri a 36,2 centiméteres hosszúságot; csak egy újabb, pliocén korból származó, még leíratlan állat foga közelíti meg ezt a fogméretet. Az Odobenocetopshoz és a narválhoz (Monodon monoceros) hasonlóan, ennek az állatnak is voltak - bár kisebb méretben - agyarai.
A koponyája alapján tudjuk, hogy e fajnak is megvolt a spermaceti-szerve. A bálnazsír vagy „spermacetolaj” (spermaceti) valószínűleg a halak úszóhólyagjához hasonló szerepet töltött be. Amikor az állat nagy mélységbe készült merülni, hideg víz került a spermaceti-szervbe, amitől a viaszszerű anyag megszilárdult, így fajlagos sűrűsége megnőtt.

## Életmódja
A kortárs óriásfogú cápával (C. megalodon) együtt, a Livyatan melvillei is környezetének az egyik csúcsragadozója volt. A ragadozó ámbráscetek megjelenése egybeesett a miocén kori sziláscetek (Mysticeti) nagymértékű divergens evolúciójával. Ez a fosszilis cet, 7-10 méteres cápákkal, sziláscetekkel, csőröscetfélékkel, delfinfélékkel, disznódelfinfélékkel, kisebb cápákkal, úszólábúakkal, tengeri teknősökkel és tengeri madarakkal táplálkozhatott.

## Képek

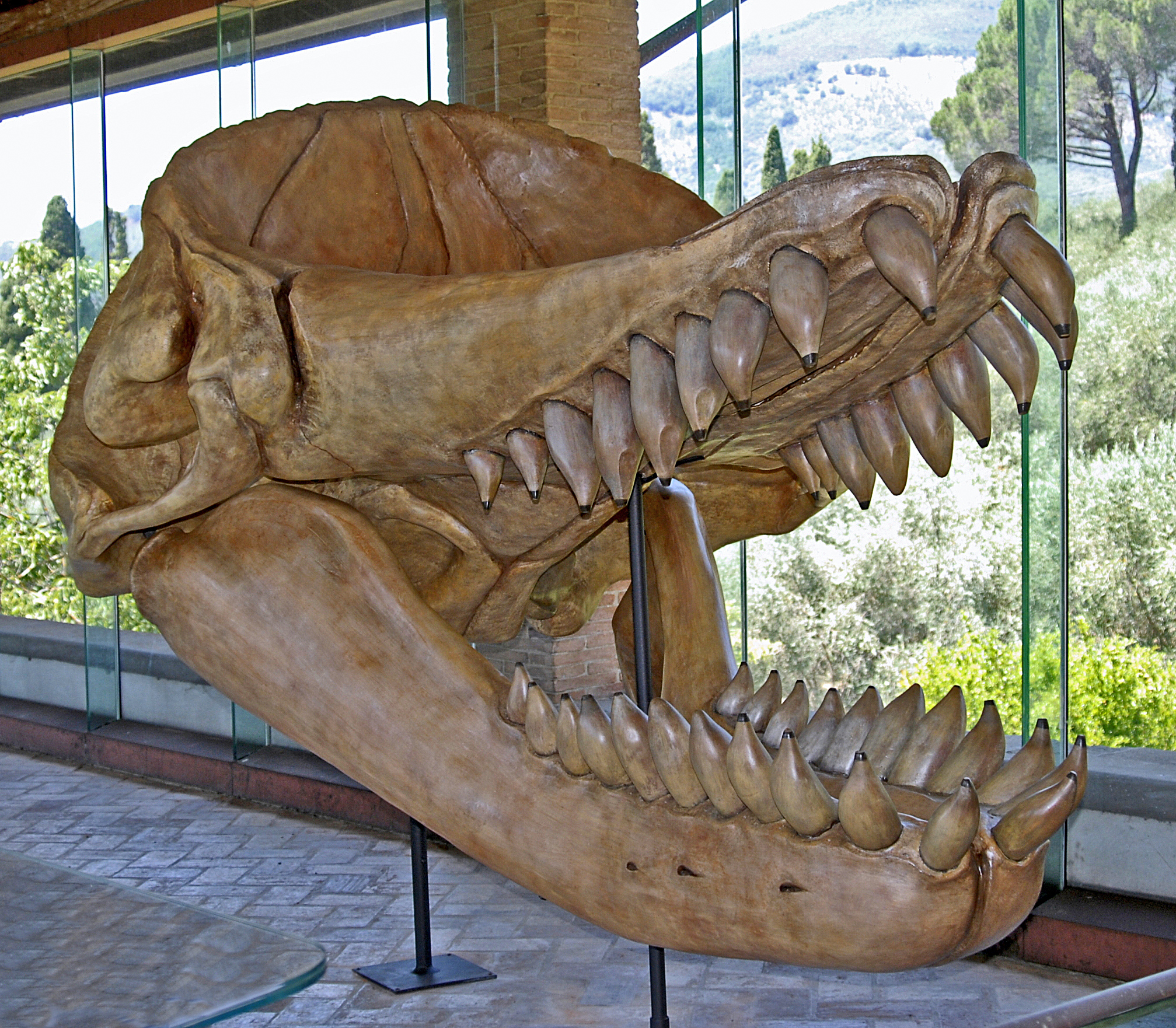
A koponyájának egy másolata
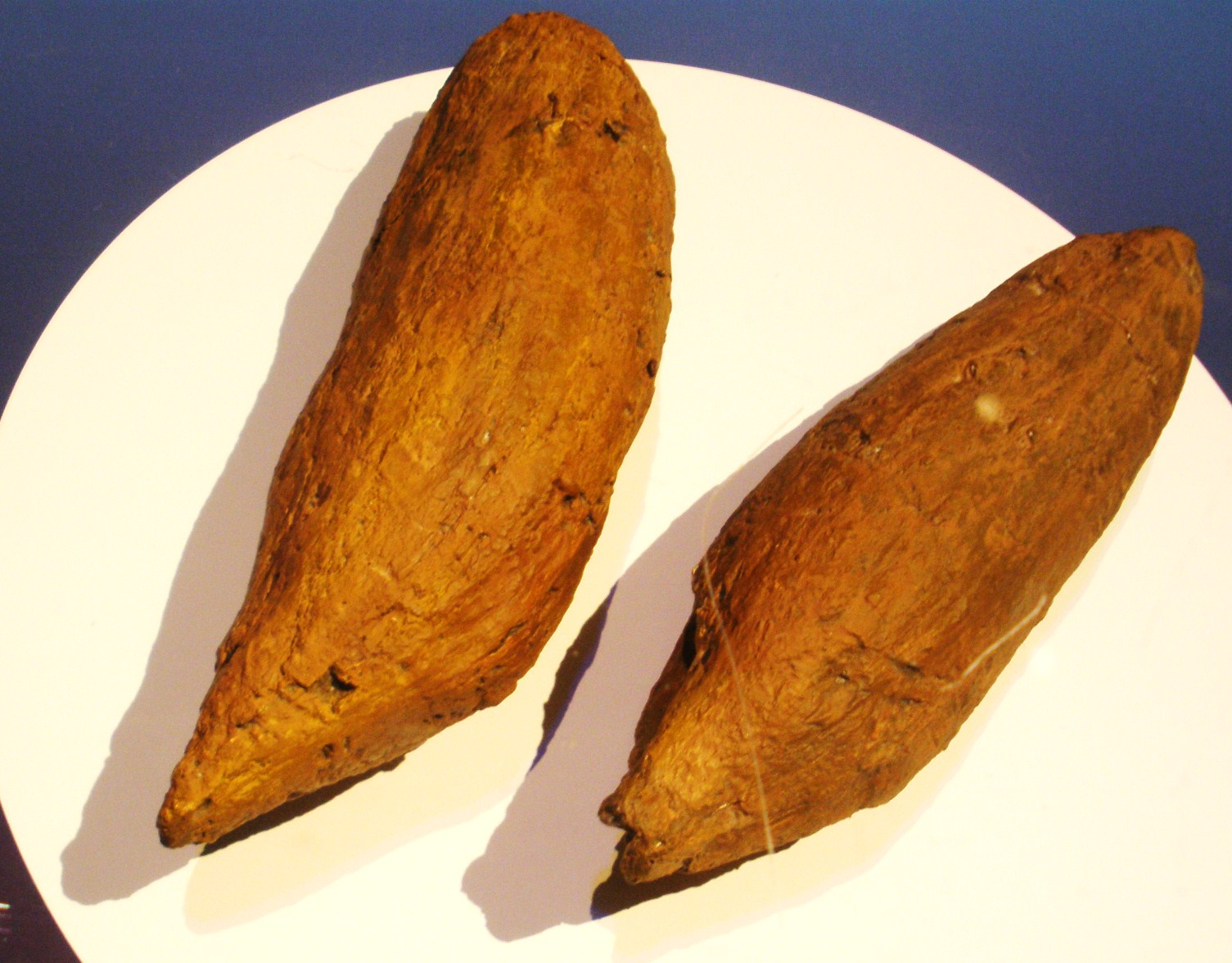
A fogai
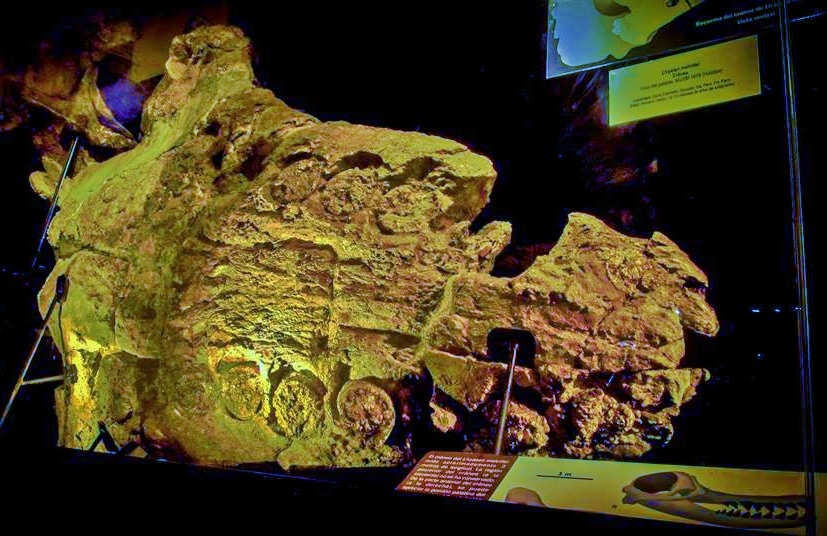
Az eredeti maradvány
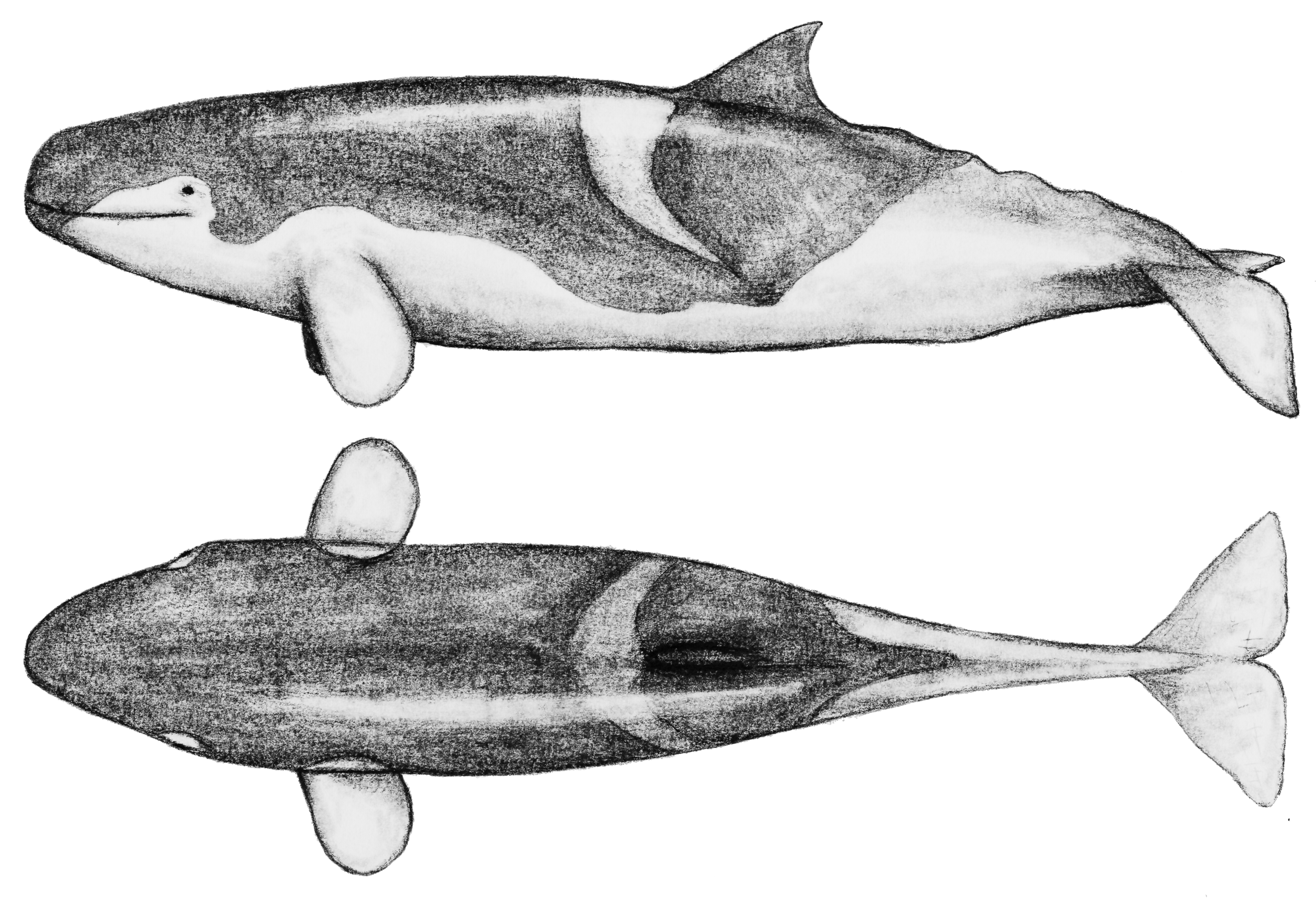
Rekonstrukció a Brygmophyseter alapján

## Fordítás
- Ez a szócikk részben vagy egészben  a   Livyatan című angol Wikipédia-szócikk ezen változatának fordításán alapul.  Az eredeti cikk szerkesztőit annak laptörténete sorolja fel. Ez a jelzés csupán a megfogalmazás eredetét és a szerzői jogokat jelzi, nem szolgál a cikkben szereplő információk forrásmegjelöléseként.

### Videók
- The Worlds Largest BITE. YouTube
- The jaws of the Leviathan. YouTube
- Leviathan melvillei. YouTube (a collection of images of discovery)